# Mittenothamnium heterostachys
Mittenothamnium heterostachys är en bladmossart som beskrevs av Jules Cardot 1913. Mittenothamnium heterostachys ingår i släktet Mittenothamnium och familjen Hypnaceae. Inga underarter finns listade i Catalogue of Life.